# Ligne Tadami
La ligne Tadami (只見線, Tadami-sen) est une ligne ferroviaire exploitée par la East Japan Railway Company (JR East), dans les préfectures de Fukushima et Niigata au Japon. Elle relie la gare d'Aizu-Wakamatsu à Aizuwakamatsu à la gare de Koide à Uonuma.

## Histoire
La ligne a été ouverte par étapes entre 1926 et 1971.
La section entre Aizu-Kawaguchi et Tadami a été fermée en juillet 2011 à la suite de fortes pluies qui avaient endommagées plusieurs des ponts. Des bus de remplacement effectuaient la liaison et la remise en fonction de cette section était sur le point d'être abandonnée. À la suite de l'implication des résidents, et du photographe local Kenko Hoshi, la ligne a repris ses activités le 1er octobre 2022.

## Caractéristiques

### Ligne
- Longueur : 135,2 km
- Ecartement : 1 067 mm

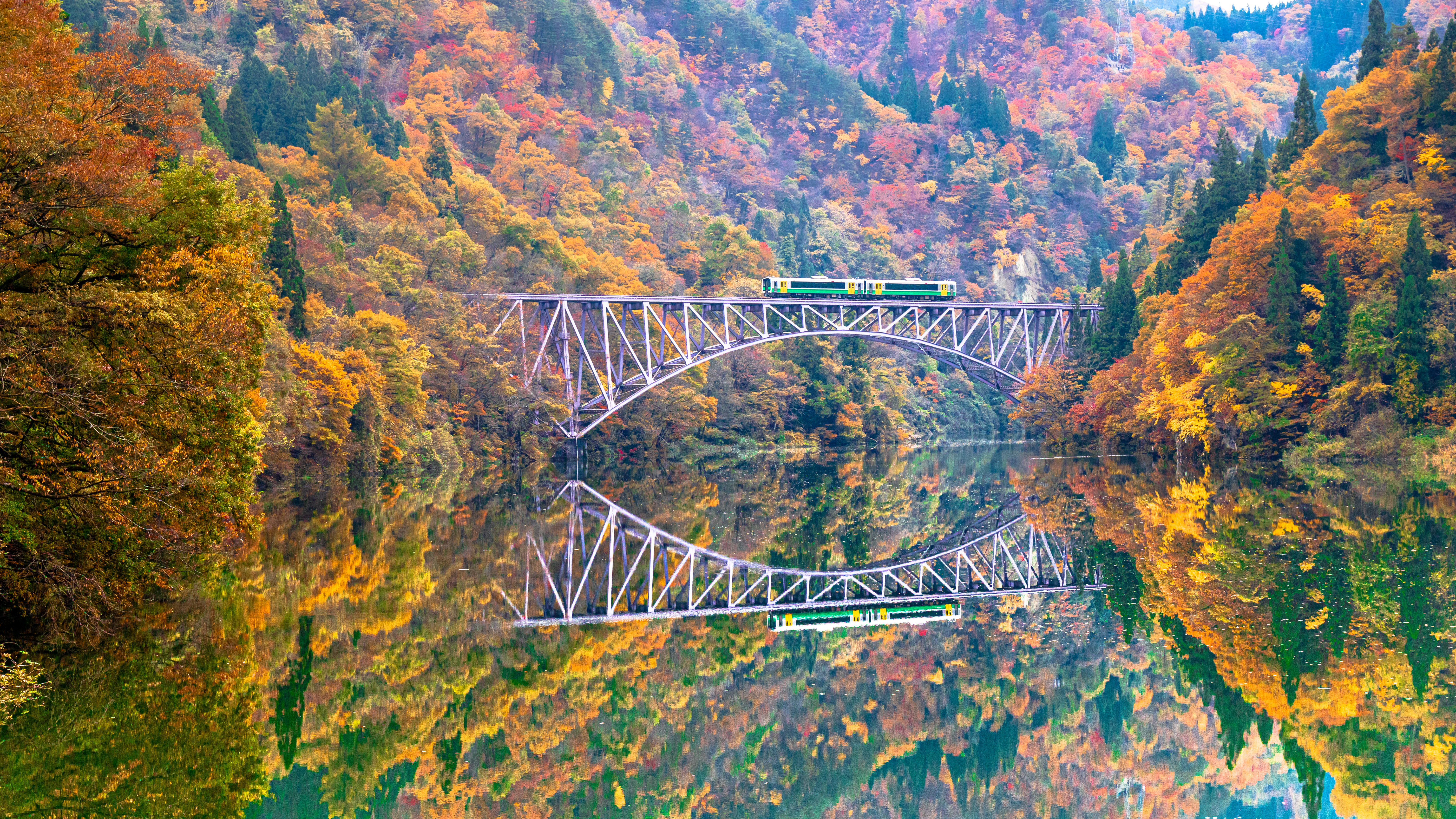
La ligne traversant la rivière Tadami à Mishima.

C'est une ligne essentiellement de montagne longeant la rivière Tadami. Elle comporte de nombreux tunnels et viaduc. Il s'agit d'une ligne très fortement enneigée durant l'hiver. Il n'est pas rare d'y voir 1 m de neige.

### Tracé
|  |

### Services
La ligne est parcourue par des trains omnibus.

### Liste des gares

Carte de la ligne.

| Gare            | Nom japonais | Distance depuis Kōriyama (km) | Correspondances                      | Localisation  | Localisation            |
| --------------- | ------------ | ----------------------------- | ------------------------------------ | ------------- | ----------------------- |
| Aizu-Wakamatsu  | 会津若松     | 0                             | JR East : Ban'etsu Ouest             | Aizuwakamatsu | Préfecture de Fukushima |
| Nanukamachi     | 七日町       | 1,3                           |                                      | Aizuwakamatsu | Préfecture de Fukushima |
| Nishi-Wakamatsu | 西若松       | 3,1                           | Aizu Railway : Aizu (interconnexion) | Aizuwakamatsu | Préfecture de Fukushima |
| Aizu-Hongō      | 会津本郷     | 6,5                           |                                      | Aizuwakamatsu | Préfecture de Fukushima |
| Aizu-Takada     | 会津高田     | 11,3                          |                                      | Aizumisato    | Préfecture de Fukushima |
| Negishi         | 根岸         | 14,8                          |                                      | Aizumisato    | Préfecture de Fukushima |
| Niitsuru        | 新鶴         | 16,8                          |                                      | Aizumisato    | Préfecture de Fukushima |
| Wakamiya        | 若宮         | 18,9                          |                                      | Aizubange     | Préfecture de Fukushima |
| Aizu-Bange      | 会津坂下     | 21,6                          |                                      | Aizubange     | Préfecture de Fukushima |
| Tōdera          | 塔寺         | 26,0                          |                                      | Aizubange     | Préfecture de Fukushima |
| Aizu-Sakamoto   | 会津坂本     | 29,7                          |                                      | Aizubange     | Préfecture de Fukushima |
| Aizu-Yanaizu    | 会津柳津     | 33,3                          |                                      | Yanaizu       | Préfecture de Fukushima |
| Gōdo (ja)       | 郷戸         | 36,9                          |                                      | Yanaizu       | Préfecture de Fukushima |
| Takiya (ja)     | 滝谷         | 39,6                          |                                      | Yanaizu       | Préfecture de Fukushima |
| Aizu-Hinohara   | 会津桧原     | 41,5                          |                                      | Mishima       | Préfecture de Fukushima |
| Aizu-Nishikata  | 会津西方     | 43,7                          |                                      | Mishima       | Préfecture de Fukushima |
| Aizu-Miyashita  | 会津宮下     | 45,4                          |                                      | Mishima       | Préfecture de Fukushima |
| Hayato          | 早戸         | 51,2                          |                                      | Mishima       | Préfecture de Fukushima |
| Aizu-Mizunuma   | 会津水沼     | 55,1                          |                                      | Kaneyama      | Préfecture de Fukushima |
| Aizu-Nakagawa   | 会津中川     | 58,3                          |                                      | Kaneyama      | Préfecture de Fukushima |
| Aizu-Kawaguchi  | 会津川口     | 60,8                          |                                      | Kaneyama      | Préfecture de Fukushima |
| Honna           | 本名         | 63,6                          |                                      | Kaneyama      | Préfecture de Fukushima |
| Aizu-Kosugawa   | 会津越川     | 70,0                          |                                      | Kaneyama      | Préfecture de Fukushima |
| Aizu-Yokota     | 会津横田     | 73,2                          |                                      | Kaneyama      | Préfecture de Fukushima |
| Aizu-Ōshio      | 会津大塩     | 75.4                          |                                      | Kaneyama      | Préfecture de Fukushima |
| Aizu-Shiozawa   | 会津塩沢     | 80,9                          |                                      | Tadami        | Préfecture de Fukushima |
| Aizu-Gamō       | 会津蒲生     | 83,9                          |                                      | Tadami        | Préfecture de Fukushima |
| Tadami          | 只見         | 88,4                          |                                      | Tadami        | Préfecture de Fukushima |
| Ōshirakawa      | 大白川       | 109,2                         |                                      | Uonuma        | Préfecture de Niigata   |
| Irihirose       | 入広瀬       | 115,6                         |                                      | Uonuma        | Préfecture de Niigata   |
| Kamijō          | 上条         | 118,7                         |                                      | Uonuma        | Préfecture de Niigata   |
| Echigo-Suhara   | 越後須原     | 123,1                         |                                      | Uonuma        | Préfecture de Niigata   |
| Uonuma-Tanaka   | 魚沼田中     | 127,0                         |                                      | Uonuma        | Préfecture de Niigata   |
| Echigo-Hirose   | 越後広瀬     | 129,5                         |                                      | Uonuma        | Préfecture de Niigata   |
| Yabukami        | 藪神         | 131,6                         |                                      | Uonuma        | Préfecture de Niigata   |
| Koide           | 小出         | 135,2                         | JR East : Jōetsu                     | Uonuma        | Préfecture de Niigata   |

## Matériel roulant
La ligne est parcourue par des autorails de la série KiHa E120 depuis le 14 mars 2020, ainsi que par les autorails de la série KiHa 110. Entre Aizu-Wakamatsu et Nishi-Wakamatsu, la ligne est également parcourue par les trains de la compagnie Aizu Railway.

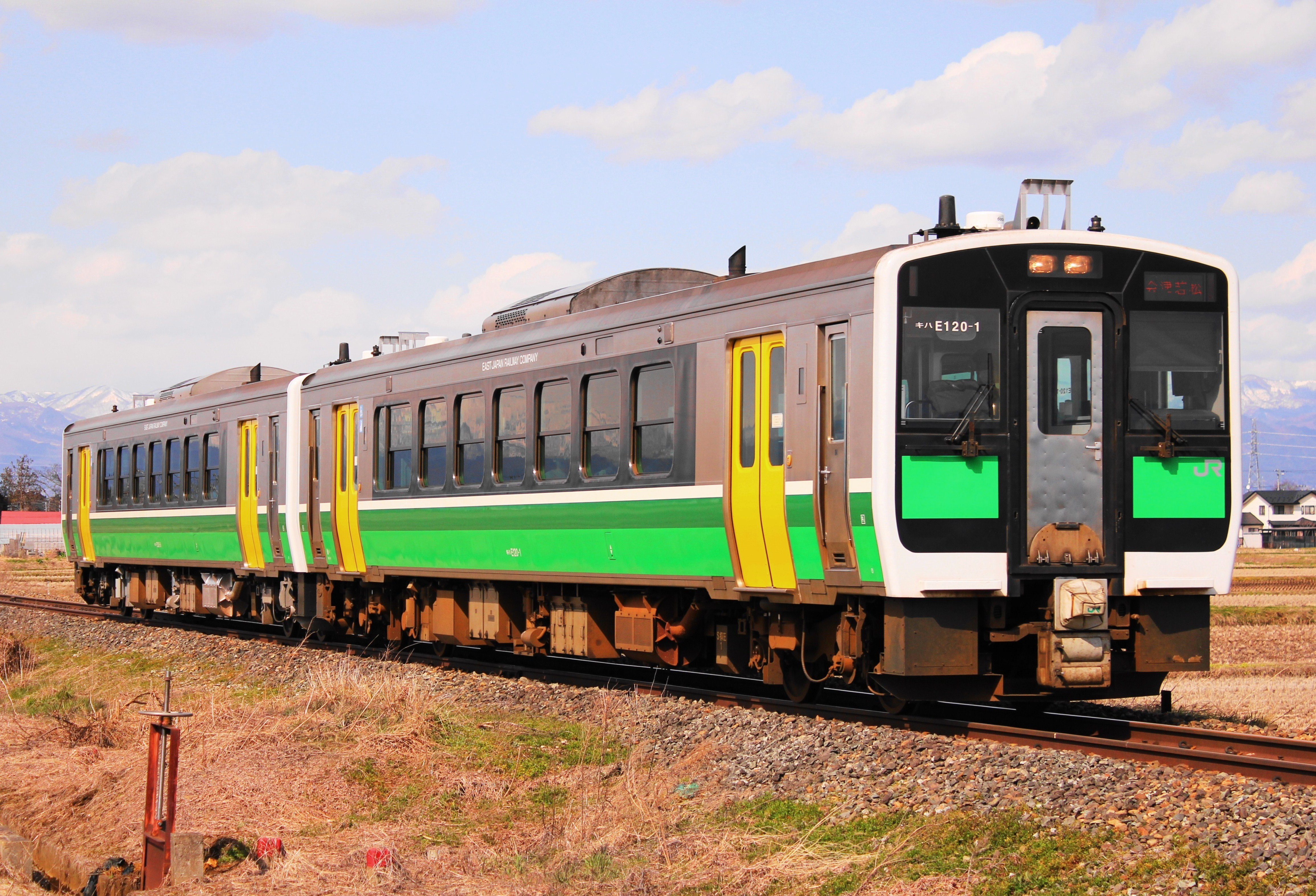
Série KiHa E120
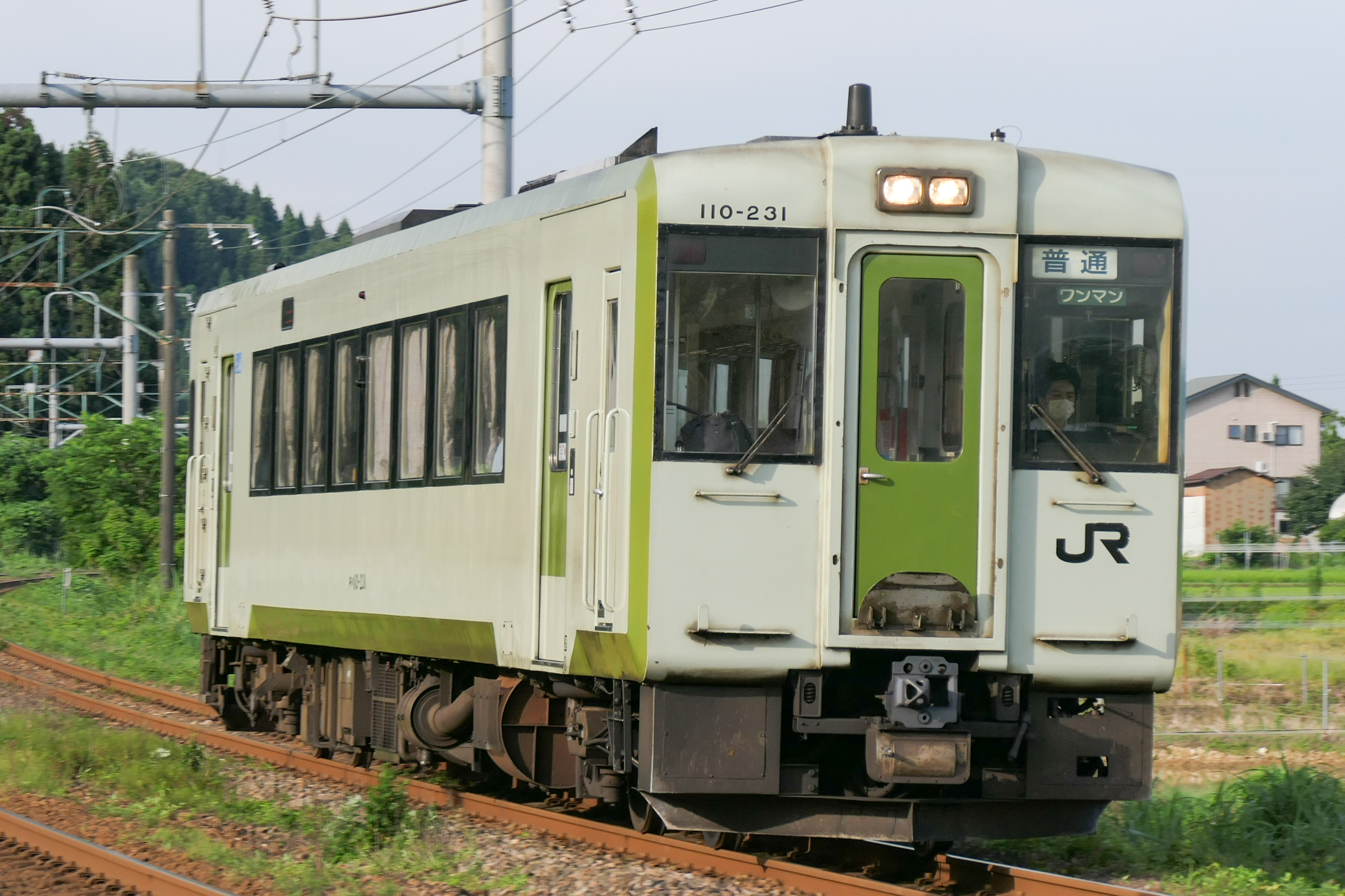
Série KiHa 110